# Brunswick (Georgie)
Brunswick je město v Glynn County v Georgii ve Spojených státech amerických. V roce 2020 žilo ve městě 15 210 obyvatel. Je kulturním a ekonomickým centrem jihovýchodní Georgie.

## Demografie
Podle sčítání lidí v roce 2000 žilo ve městě 15 600 obyvatel, 6 085 domácností a 3 681 rodin. V roce 2011 žilo ve městě 7 284 mužů (47,2 %), a 8 135 žen (52,8 %). Průměrný věk obyvatele je 33 let.